# بوربور (ملایر)
بوربور روستایی از توابع بخش جوکار شهرستان ملایر در استان همدان ایران است. بوربور نام یکی از طوایف ایل زیار است از ایل‌های قدیمی لر تبار در غرب ایران بود که زمانی در اینجا سکونت که مردم این روستا و کسب از مردمان این طایفه هستند.

## جمعیت
این روستا در دهستان ترک غربی قرار دارد و بر اساس سرشماری مرکز آمار ایران در سال ۱۳۹۵، جمعیت آن ۵۸۷ نفر (۱۶۹ خانوار) بوده‌است.